# Iraklis BC
Iraklis BC (Grieks: ΚΑΕ Ηρακλής), is de professionele basketbalafdeling van de Griekse omnisportvereniging GS Iraklis Thessaloniki, oorspronkelijk opgericht in 1908 en gevestigd in Thessaloniki. De club is vernoemd naar de held uit de oude Griekse mythologie, Herakles.

## Geschiedenis
De basketbalclub van Iraklis werd opgericht in 1921 en werd twee keer kampioen van Griekenland in 1928 en 1935. Ook verloor het drie finales om de beker van Griekenland in 1981, 1994 en 1996. In 1995 en 1997 haalde Iraklis de halve finale om de Saporta Cup.

## Erelijst
- Landskampioen Griekenland: 2
  - Winnaar: 1928, 1935
  - Tweede: 1936, 1962, 1964

- Bekerwinnaar Griekenland:
  - Tweede: 1981, 1994, 1996

- Saporta Cup:
  - Halve finale: 1995, 1997

## Bekende (oud)- spelers
- Vasili Karasjov
- Frank Turner
- Roderick Blakney
- Mike Moore
- Darius Washington Jr.
- Kyle Foster